# Agrounia
Agrounia (nazwy stylizowane: AGROunia, AgroUnia, AGROUNIA) – polski ruch społeczno-polityczny o charakterze agrarnym i socjaldemokratycznym utworzony przez Michała Kołodziejczaka, zrzeszający głównie rolników. Od grudnia 2018 zarejestrowany jako fundacja, od marca 2022 do czerwca 2023 także jako partia polityczna (została przerejestrowana na Polskę Praworządną, ponadto w 2023 zarejestrowano także trzy inne partie utworzone przez liderów Agrounii, z których główną stał się Ruch Społeczny Agrounia Tak; Polska Praworządna została wyrejestrowana w 2024, a RS Agrounia Tak w 2025). Agrounia krytykowała działania polityków wobec stanu rolnictwa w Polsce, organizując protesty rolnicze i akcje informacyjne. Deklaruje poglądy lewicowe (przy czym współpracowała także ze środowiskami skrajnej prawicy i centroprawicy). Lider ruchu deklaruje sympatie do socjalizmu, przy czym „wiara, tradycja, sama Matka Boska” są dla niego jego elementami. Agrounia odwołuje się do tradycji ruchu ludowego oraz dawnych Solidarności Walczącej i Samoobrony RP.

## Historia
W 2018 Michał Kołodziejczak (ówczesny radny gminy Błaszki wybrany z listy Prawa i Sprawiedliwości, wykluczony w trakcie kadencji z partii) utworzył Unię Warzywno-Ziemniaczaną, która zorganizowała protesty przeciwko polityce rządu Mateusza Morawieckiego wobec walki z wirusem afrykańskiego pomoru świń (8 czerwca 2018 została zarejestrowana jako stowarzyszenie). Niedługo po tym wydarzeniu powstała Agrounia, którą 7 grudnia 2018 zarejestrowano jako fundację.
13 marca 2019 odbył się protest na placu Zawiszy w Warszawie, na którym palono słomę i opony oraz rozrzucano setki kilogramów jabłek, obornik i świńskie łby, żądając, aby 50 procent produktów w sklepach było pochodzenia polskiego. W związku z tym wydarzeniem szef Agrounii usłyszał zarzuty zniszczenia mienia.
W czerwcu 2019 Michał Kołodziejczak poinformował o tworzeniu partii politycznej Prawda. 25 lipca tegoż roku dotychczasowa partia PolExit (kierowana przez Stanisława Żółtka, jednocześnie prezesa Kongresu Nowej Prawicy) została przerejestrowana na Zgodę, pod którą to nazwą Michał Kołodziejczak ostatecznie zdecydował się tworzyć formację, jednak formalnie nie został jej członkiem i w połowie sierpnia wycofał się z projektu (w styczniu 2020 partia przemianowała się ponownie na PolExit). W maju 2021 Michał Kołodziejczak poinformował o tworzeniu partii pod nazwą Agrounia. Wniosek o jej rejestrację został złożony w sierpniu tego samego roku, a sąd zarejestrował partię 3 marca 2022.
W 2021 organizacja blokowała drogi, domagając się zmiany polityki rządu wobec rolnictwa. 4 grudnia 2021 odbył się kongres Agrounii, gdzie przedstawiono najważniejsze postulaty. Na kongresie gościli feministyczna aktywistka Maja Staśko, lewicowi działacze Piotr Ikonowicz i Jan Śpiewak, a także przedstawiciele środowisk prorosyjskich związanych z dawną formacją Zmiana Mateusza Piskorskiego oraz redaktor komunistycznego portalu 1maja.info Mateusz Cichocki. Po inwazji Rosji na Ukrainę w 2022 Agrounia działała na rzecz zamknięcia granicy z Rosją i Białorusią i opowiedziała się za natychmiastowym nałożeniem embarga na Rosję.
7 lutego 2023 lider ugrupowania Michał Kołodziejczak i prezes partii Porozumienie, poseł Magdalena Sroka, poinformowali o zamiarze powołania przez Agrounię i Porozumienie wspólnej federacyjnej partii politycznej. 15 marca tego samego roku została ona zarejestrowana przez Sąd Okręgowy w Warszawie pod nazwą Ruch Społeczny, z wniosku złożonego przez liderów Agrounii (w tym Michała Kołodziejczaka jako prezesa) w styczniu tegoż roku. 24 kwietnia, także z wniosku działaczy Agrounii, zarejestrowano ponadto partię Stabilna Polska (na wypadek problemów formalnych z partią Ruch Społeczny), której prezesem został Grzegorz Domagała. 23 maja 2023 poinformowano o zakończeniu współpracy Agrounii i Porozumienia. 5 czerwca tego samego roku na nadzwyczajnym kongresie krajowym partii Agrounia przyjęto uchwałę o zmianie jej nazwy na Polska Praworządna (sąd zarejestrował tę nazwę trzy tygodnie później), jej nowym prezesem został Piotr Kołodziejczak (kuzyn Michała Kołodziejczaka). Ponadto 19 czerwca zarejestrowano czwartą partię powołaną przez działaczy Agrounii, pod nazwą Społeczny Interes. Jej prezesem został Mateusz Piepiórka. 30 czerwca 2023 Michał Kołodziejczak i przewodniczący partii Nowa Demokracja – Tak Marek Materek (prezydent Starachowic) poinformowali o planach powołania koalicji i starcie pod szyldem partyjnym „Ruch Społeczny Agrounia Tak” w wyborach parlamentarnych w tym samym roku. Tydzień wcześniej na kongresie w związku z tymi planami nazwę tę przyjęła dotychczasowa partia Ruch Społeczny. Prezes Stabilnej Polski Grzegorz Domagała opuścił Agrounię, wiążąc się z Bezpartyjnymi Samorządowcami.
Na początku sierpnia 2023 negocjowano start wyborczy RS Agrounia Tak w ramach koalicji Trzecia Droga, jednak (mimo przychylności PSL) do porozumienia nie doszło w wyniku sprzeciwu Polski 2050. 5 sierpnia po uroczystościach związanych z rocznicą śmierci Andrzeja Leppera ogłoszono podjęcie współpracy Agrounii z partią Samoobrona. 11 sierpnia politycy wchodzący w skład koalicji zbudowanej przez Związek Słowiański ogłosili, że wystartują do Sejmu z list RS Agrounia Tak. Ostatecznie do sojuszu wyborczego z żadną z tych formacji nie doszło. 16 sierpnia ogłoszono start Agrounii w wyborach parlamentarnych z list Koalicji Obywatelskiej. W związku z tym jednocześnie przewodniczący ND-Tak Marek Materek poinformował o zakończeniu działalności komitetu wyborczego RS Agrounia Tak. Na listach KO do Sejmu znalazło się ośmioro członków RS Agrounia Tak (prezes Michał Kołodziejczak otworzył listę w okręgu konińskim). Ponadto prezes SI Mateusz Piepiórka znalazł się na liście Bezpartyjnych Samorządowców. Członkowie RS Agrounia Tak na listach KO uzyskali 53 571 głosów, z czego 44 062 Michał Kołodziejczak, który jako jedyny zdobył mandat poselski. Mateusz Piepiórka na liście BS otrzymał 292 głosy. W rządzie Donalda Tuska Michał Kołodziejczak został sekretarzem stanu w Ministerstwie Rolnictwa i Rozwoju Wsi (pełnił tę funkcję do czerwca 2025). Rzeczniczka Agrounii i jej kandydatka do Sejmu Natalia Żyto w listopadzie (kilkanaście dni po wyborach) opuściła formację, a w 2024 była rzeczniczką Ministerstwa Nauki i Szkolnictwa Wyższego. Mateusz Piepiórka również rozstał się z Agrounią, przez pewien czas był warszawskim pełnomocnikiem Ogólnopolskiej Federacji „Bezpartyjni i Samorządowcy”.
Z powodu złożenia przez Ruch Społeczny Agrounia Tak i Polskę Praworządną po wymaganym terminie sprawozdań finansowych za 2023 rok, Państwowa Komisja Wyborcza została zobligowana do skierowania wniosku do Sądu Okręgowego w Warszawie o wyrejestrowanie tych partii. Polska Praworządna została wykreślona z rejestru 18 listopada 2024, a RS Agrounia Tak – 8 stycznia 2025.

## Postulaty i działania

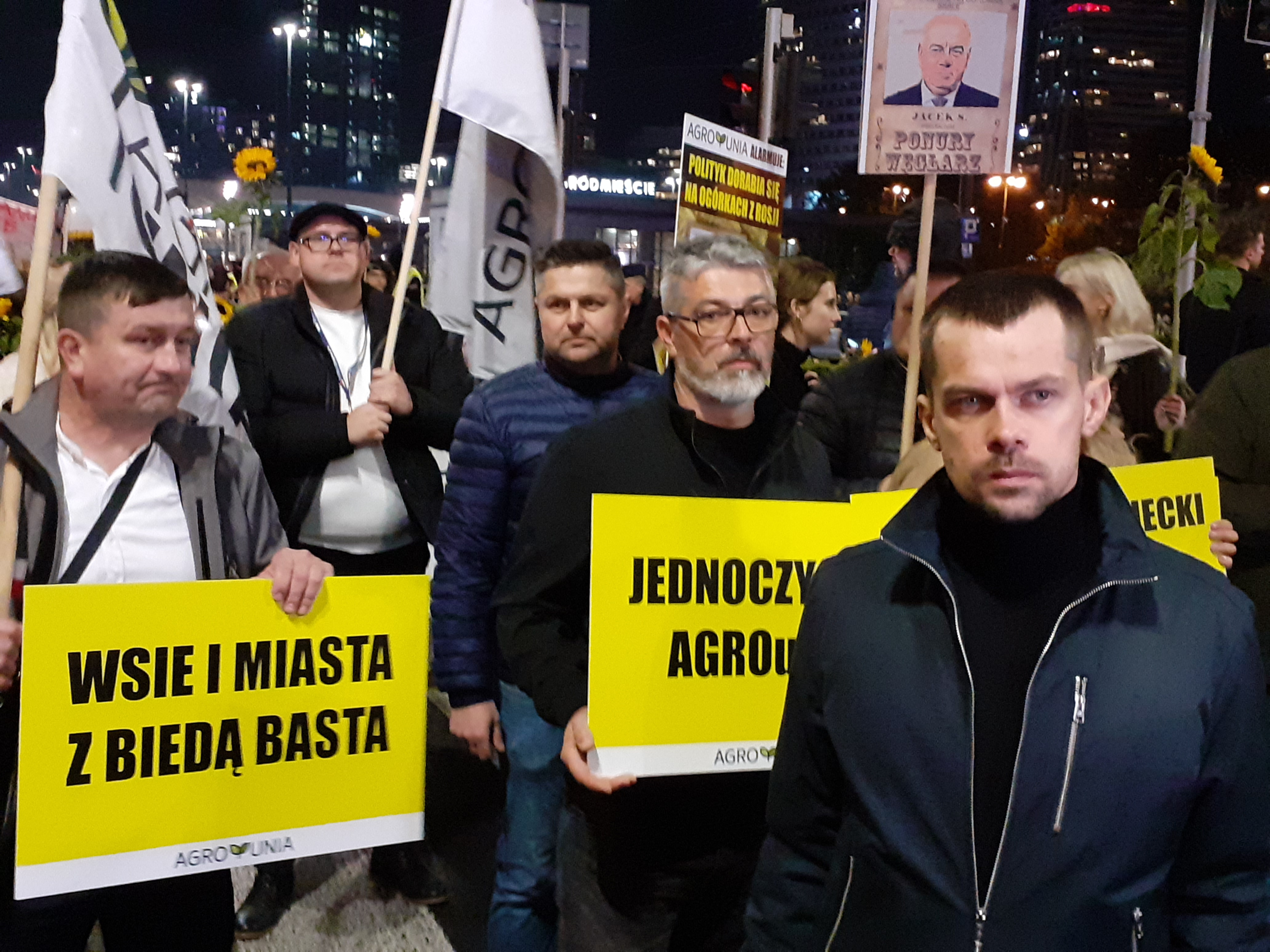
Michał Kołodziejczak na tle banerów Agrounii w trakcie strajku kryzysowego Warszawie (2022)

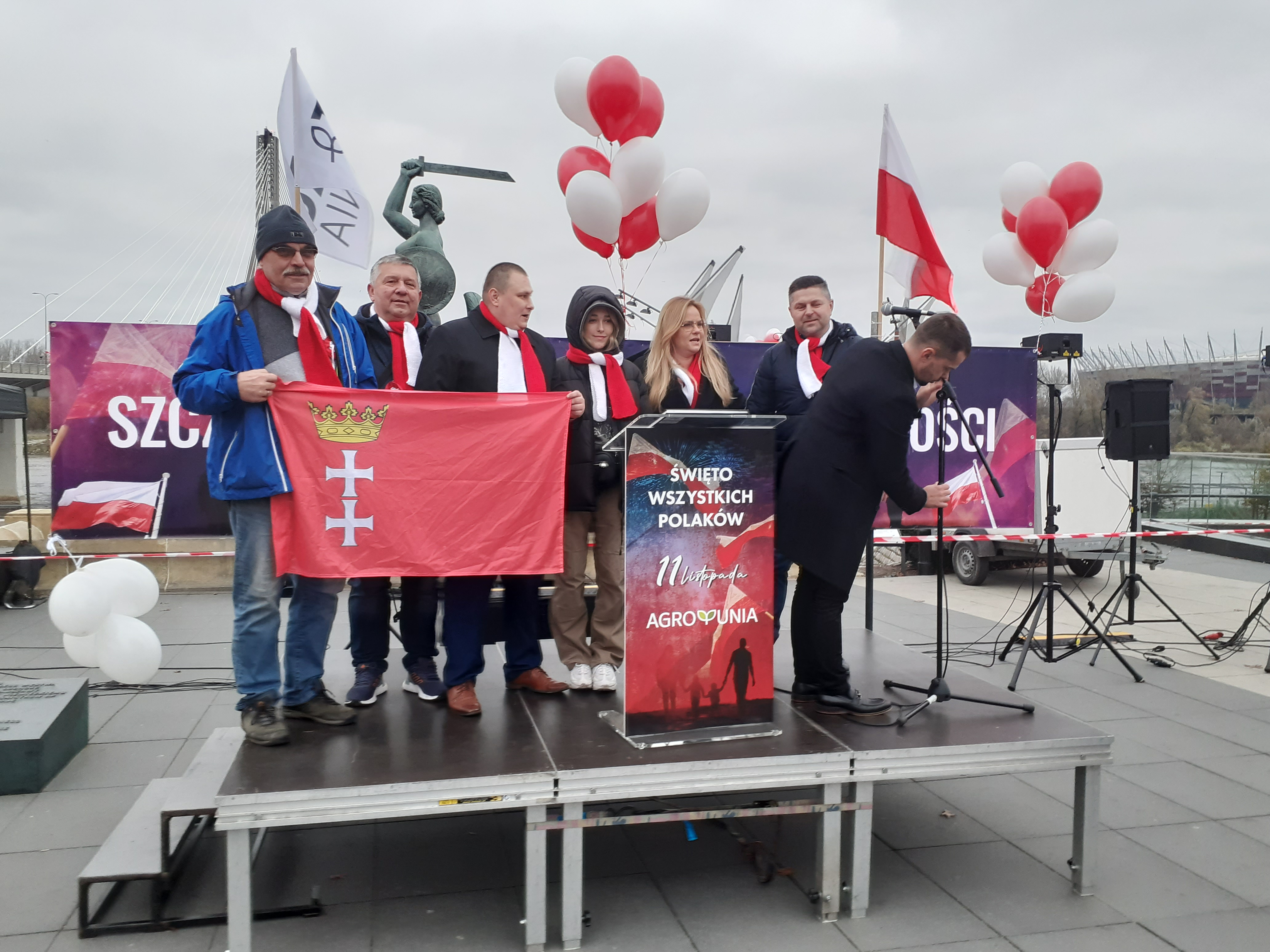
Politycy Agrounii w Warszawie (2022)

Celem Agrounii jest próba wywarcia wpływu na rząd poprzez protesty, tak aby zostały uchwalone ich postulaty, które mają na celu pomoc rolnikom.
Organizacja opowiada się za obroną rynku krajowego i rodzinnych gospodarstw rolnych. Ponadto chce, by polscy rolnicy zapewniali krajowi bezpieczeństwo żywieniowe oraz zdrową żywność. Michał Kołodziejczak uważa za istotne przejęcie samorządu rolniczego – izby rolnicze według niego są kosztowne i nie powodują odpowiedniego rozwoju w rolnictwie, dlatego powinny być zastąpione samodzielnymi strukturami rolników wywierającymi wpływ na rządzących.
Rolnicy związani z organizacją popierają ustalenie wymaganej liczby polskich produktów w supermarketach oraz domagają się dokładnego przestrzegania norm znakowania żywności flagą pochodzenia.
Agrounia popiera członkostwo Polski w Unii Europejskiej. Sprzeciwia się oskarżeniom o populizm i nacjonalizm.
Agrounia wyszczególniła swoje założenia w następujących postulatach:
- Polska żywność priorytetem w sklepach;
- Dokładne oznaczanie polskiej żywności;
- Sprzeciw wobec dyskryminacji polskich rolników w Europie;
- Zakaz likwidowania dochodowych gałęzi rolnictwa i hodowli;
- Sprzeciw oligopolom i monopolom;
- Wykupowanie przez państwo towarów rolniczych, a w przypadku kryzysu gospodarczego państwo powinno pokrywać straty rolnika;
- Wsparcie związków zawodowych[3];
- Przymusowa emerytura dla polityków w wieku 65 lat[18];
- Legalizacja posiadania niewielkiej ilości marihuany[51];
- Rewitalizacja polskich rzek i inne działanie proekologiczne[52];
- Zwiększenie odpowiedzialności polityków za podejmowane przez nich decyzje[52];
- Decentralizacja[52];
- Zapewnienie bezpieczeństwa żywnościowego i ochrona drobnego handlu[52];
- Walka z kryzysem mieszkaniowym[52][53].

## Poparcie w wyborach

### Wybory parlamentarne
| Wybory | Sejm                                | Sejm                                | Sejm                                | Sejm    | Sejm    | Senat   | Senat   | Rząd     |
| Wybory | Głosy                               | Głosy                               | Głosy                               | Mandaty | Mandaty | Mandaty | Mandaty | Rząd     |
| ------ | ----------------------------------- | ----------------------------------- | ----------------------------------- | ------- | ------- | ------- | ------- | -------- |
| 2023   | start z list Koalicji Obywatelskiej | start z list Koalicji Obywatelskiej | start z list Koalicji Obywatelskiej | 1/460   |         | 0/100   |         | Koalicja |

## Partie polityczne
Partie polityczne zarejestrowane przez środowisko Agrounii:
| Nazwa                       | Prezes               | Wnioskodawcy (ew. wiceprezesi)                                                                                  | Data rejestracji | Data wyrejestrowania | Nr EwP | Siedziba                                  |
| --------------------------- | -------------------- | --- | ---------------- | -------------------- | ------ | ----------------------------------------- |
| Polska Praworządna          | Piotr Kołodziejczak  | Michał Kołodziejczak, Tomasz Gabryelczyk, Leszek Kluszczyński                                                   | 3 marca 2022     | 18 listopada 2024    | 431    | ul. Leśna 5a, 98-200 Sieradz              |
| Ruch Społeczny Agrounia Tak | Michał Kołodziejczak | Michał Kołodziejczak, Tomasz Gabryelczyk, Mateusz Piepiórka (wiceprezesi: Adrian Bieliński, Tomasz Gabryelczyk) | 15 marca 2023    | 8 stycznia 2025      | 445    | al. Solidarności 82a/129, 01-003 Warszawa |
| Stabilna Polska             | Grzegorz Domagała    | Grzegorz Domagała, Mateusz Piepiórka, Marta Przybyś                                                             | 24 kwietnia 2023 |                      | 450    | ul. Hoża 13/69, 00-528 Warszawa           |
| Wolni i Solidarni           | Jan Miller           | Mateusz Piepiórka, Grzegorz Domagała, Jakub Marczuk                                                             | 19 czerwca 2023  |                      | 455    | ul. Hoża 13/69, 00-528 Warszawa           |